# Ognesj
Ognesj (ryska: Огнеш) är ett vattendrag i Belarus.   Det ligger i voblasten Vitsebsks voblast, i den norra delen av landet, 260 km nordost om huvudstaden Minsk. Ognesj ligger vid sjön Vozera Eziarysjtja.
I omgivningarna runt Ognesj växer i huvudsak blandskog. Runt Ognesj är det glesbefolkat, med 10 invånare per kvadratkilometer.